# الخطوط الجوية الإثيوبية الرحلة 961

خارطة توزيع المقاعد (لغة فرنسية)

رحلة الخطوط الجوية الإثيوبية 961 هي رحلة طيران تم اختطافها عام 1996م، وكانت النتيجة مقتل 125 راكب وكان من بينهم 3 خاطفين، ونجاة 50 راكب. وكانت الطائرة الجوية أسقطت في البحر.